# ماغوميد أريبغادجيف
ماغوميد أريبغادجيف (مواليد 23 سبتمبر 1977) هو ملاكم أذربيجاني بيلاروسي، مثّل أذربيجان في الألعاب الأولمبية الصيفية في دورة 2000، وبيلاروسيا في دورة 2004.

## روابط خارجية
ماغوميد أريبغادجيف على موقع بوكس ريك (الإنجليزية) (registration required)
- ماغوميد أريبغادجيف على موقع أوليمبيديا (الإنجليزية)